# Resolutie 1449 Veiligheidsraad Verenigde Naties
Resolutie 1449 van de Veiligheidsraad van de Verenigde Naties werd unaniem door de Veiligheidsraad van de Verenigde Naties aangenomen op 13 december 2002. De Veiligheidsraad stelde een shortlist op met kandidaturen voor rechter in het Rwandatribunaal.

## Achtergrond
Toen Rwanda een Belgische kolonie was, werd de Tutsi-minderheid in het land verheven tot een elite die de grote Hutu-minderheid wreed onderdrukte. Na de onafhankelijkheid werden de Tutsi verdreven en namen de Hutu de macht over. Het conflict bleef aanslepen, en in 1990 vielen Tutsi-milities verenigd als het FPR Rwanda binnen. Met westerse steun werden zij echter verdreven.
In Rwanda zelf werd de Hutu-bevolking opgehitst tegen de Tutsi. Dat leidde begin 1994 tot de Rwandese genocide. De UNAMIR-vredesmacht van de Verenigde Naties kon vanwege een te krap mandaat niet ingrijpen. Later dat jaar werd het Rwanda-tribunaal opgericht om de daders te vervolgen.

## Inhoud
Krachtens artikel 12 van de statuten van het Rwanda-tribunaal mochten landen kandidaturen indienen voor rechters in dit tribunaal. Vervolgens mocht elk land tot twee kandidaten van verschillende nationaliteit nomineren. Uit deze nominaties moest de Veiligheidsraad vervolgens een shortlist met 22 tot 33 namen opmaken voor de Algemene Vergadering. Die moest ten slotte elf rechters verkiezen uit deze lijst om vier jaar in het tribunaal te zetelen.
De Veiligheidsraad stelde volgende shortlist samen. De kandidaten die in februari 2003 door de Algemene Vergadering werden verkozen, zijn gemarkeerd.
| Kandidaat                  | Nationaliteit        | Verk. |
| -------------------------- | -------------------- | ----- |
| Mansoor Ahmad              | Pakistan             | X     |
| Teimuraz Bakradze          | Georgië              |       |
| Kocou Arsène Capo-Chichi   | Benin                |       |
| Frederick Mwela Chomba     | Zambia               |       |
| Pavel Dolenc               | Slovenië             |       |
| Sergej Jegorov             | Rusland              | X     |
| Robert Fremr               | Tsjechië             |       |
| Asoka de Zoysa Gunawardana | Sri Lanka            | X     |
| Mehmet Güney               | Turkije              | X     |
| Michel Mahouve             | Kameroen             |       |
| Winston Maqutu             | Lesotho              |       |
| Erik Møse                  | Noorwegen            | X     |
| Arlette Ramaroson          | Madagaskar           | X     |
| Jai Ram Reddy              | Fiji                 | X     |
| William Sekule             | Tanzania             | X     |
| Emile Short                | Ghana                |       |
| Francis Ssekandi           | Oeganda              |       |
| Cheick Traoré              | Mali                 |       |
| Xenofon Ulianovschi        | Moldavië             |       |
| Andrésia Vaz               | Senegal              | X     |
| Inés Weinberg de Roca      | Argentinië           | X     |
| Mohammed Ibrahim Werfalli  | Libië                |       |
| Lloyd Williams             | Saint Kitts en Nevis | X     |

## Verwante resoluties
- Resolutie 1311 Veiligheidsraad Verenigde Naties
- Resolutie 1431 Veiligheidsraad Verenigde Naties
- Resolutie 1477 Veiligheidsraad Verenigde Naties (2003)
- Resolutie 1482 Veiligheidsraad Verenigde Naties (2003)

Lijst ·  1387 ·  1388 ·  1389 ·  1390 ·  1391 ·  1392 ·  1393 ·  1394 ·  1395 ·  1396 ·  1397 ·  1398 ·  1399 ·  1400 ·  1401 ·  1402 ·  1403 ·  1404 ·  1405 ·  1406 ·  1407 ·  1408 ·  1409 ·  1410 ·  1411 ·  1412 ·  1413 ·  1414 ·  1415 ·  1416 ·  1417 ·  1418 ·  1419 ·  1420 ·  1421 ·  1422 ·  1423 ·  1424 ·  1425 ·  1426 ·  1427 ·  1428 ·  1429 ·  1430 ·  1431 ·  1432 ·  1433 ·  1434 ·  1435 ·  1436 ·  1437 ·  1438 ·  1439 ·  1440 ·  1441 ·  1442 ·  1443 ·  1444 ·  1445 ·  1446 ·  1447 ·  1448 ·  1449 ·  1450 ·  1451 ·  1452 ·  1453 ·  1454